# الوضع التبشيري: الأم تريزا بين النظرية والتطبيق
الوضع التبشيري: الأم تريزا بين النظرية والتطبيق هي مقالة كتبها الصحفي والمجادل البريطاني-الأمريكي كريستوفر هيتشنز عام 1995.
هي نقد لأعمال وفلسفة الام تريزا، مؤسسة الطائفة الكاثولكية الرومانية العالمية، وتتحدى المقالة تقييم وسائل الإعلام لجهودها الخيرية. بطول 128 صفحة، تم إعادة نشرها على شكل كتاب ورقي وبصورة إلكترونية مع مقدمة توماس مالون عام 2012.
ان اطروحة الكتاب، كما لخصها أحد النقاد هي ان «الأم تريزا أقل اهتمامًا في مساعدة الفقراء، حيث انها قد استخدمتهم كمصدر لا يعرف الكلل من البؤس لتغذية توسع معتقداتها الكاثوليكية المتعصبة.» جادل بعض النقاد أدلته وجادل آخرون فهمه للظاهرة الدينية التي قدمتها الأم تريزا. ينكر هيتشنز أي نقاش شخصي مع الأم تريزا نفسها ويقول انه مهتم أكثر بنظرة العامة نحوها.

## الخلفية
ذكر هيتشنز موضوع الأم تريزا في مناسبات عديدة قبل نشره للوضع التبشيري. في عام 1992، كرس هيتشنز أحد أعمدته المعتادة في ذا نيشن لها. ناقش عام 1993 الام تريزا في برنامج Booknotes لشبكة C-SPAN، قائلًا: «إذا قمت بلمس فكرة القداسة، خاصةً في هذا البلد، سيشعر الناس انك قد أخذت شيء خاص بهم. انا مذهول لاننا ننظر إلى المعتقدات الدينية الأخرى على انها قبلية وخرافية ولكننا لا نجرؤ أبدًا على نقد معتقداتنا الخاصة.» وفي عام 1994، شارك في بث استمر لمدة 25 دقيقة على التلفزيون البريطاني. اعتقد ناقد في النيويورك تايمز ان العرض يجب ان يحث الصحفيون الآخرون على زيارة كالكوتا والقيام بتحقيقاتهم الخاصة. روى هيتشنز عمله التلفزيوني في Vanity Fair عام 1995. فيما بعد الوضع التبشيري، وصف هذه الفعاليات على انها «الجدالات المبكرة»، «جزء من المعركة»، وقال ان الوضع البشيري مثل توسع في النص التلفزيوني «بمقدار الثلث.»
احتوت خلفية غلاف الطبعة الأولى على النصوص المعتادة التي تشيد بالكتاب بالإضافة إلى النص الذي اقتبسه من نيويورك بريس: «إذا كان الجحيم موجود، سيذهب هيتشنز اليه بسبب كتابه.»

## الأحداث اللاحقة
في عام 2001، شهد هيتشنز ضد أبرشية الروم الكاثوليك في واشنطن التي أعطت الام تريزا قدسيتها. وصف هيتشنز دوره على انه محامي الشيطان ذو شكوك حول قدسيتها. طوبت الام تريزا في أكتوبر 2003. تكلم هيتشنز عن الحدث مشككًا بسرعة عملية التطويب الحديثة وواصفًا «جلاء التزييف» في المعجزة التي نسبت لها. ذكر هيتشنز اطروحته بإيجاز: انها «لم تكن صديقة الفقراء. كانت صديقة للفقر» و«صديقة لأسوء الأغنياء». وكتب انه يجب لوم الإعلام على «الدعاية المغفلة، الرقيقة، والغير فضولية» نيابةً عنها. تم تمجيدها كالقديسة تريزا في كولكاتا في سبتمبر 2016.

## الملخص

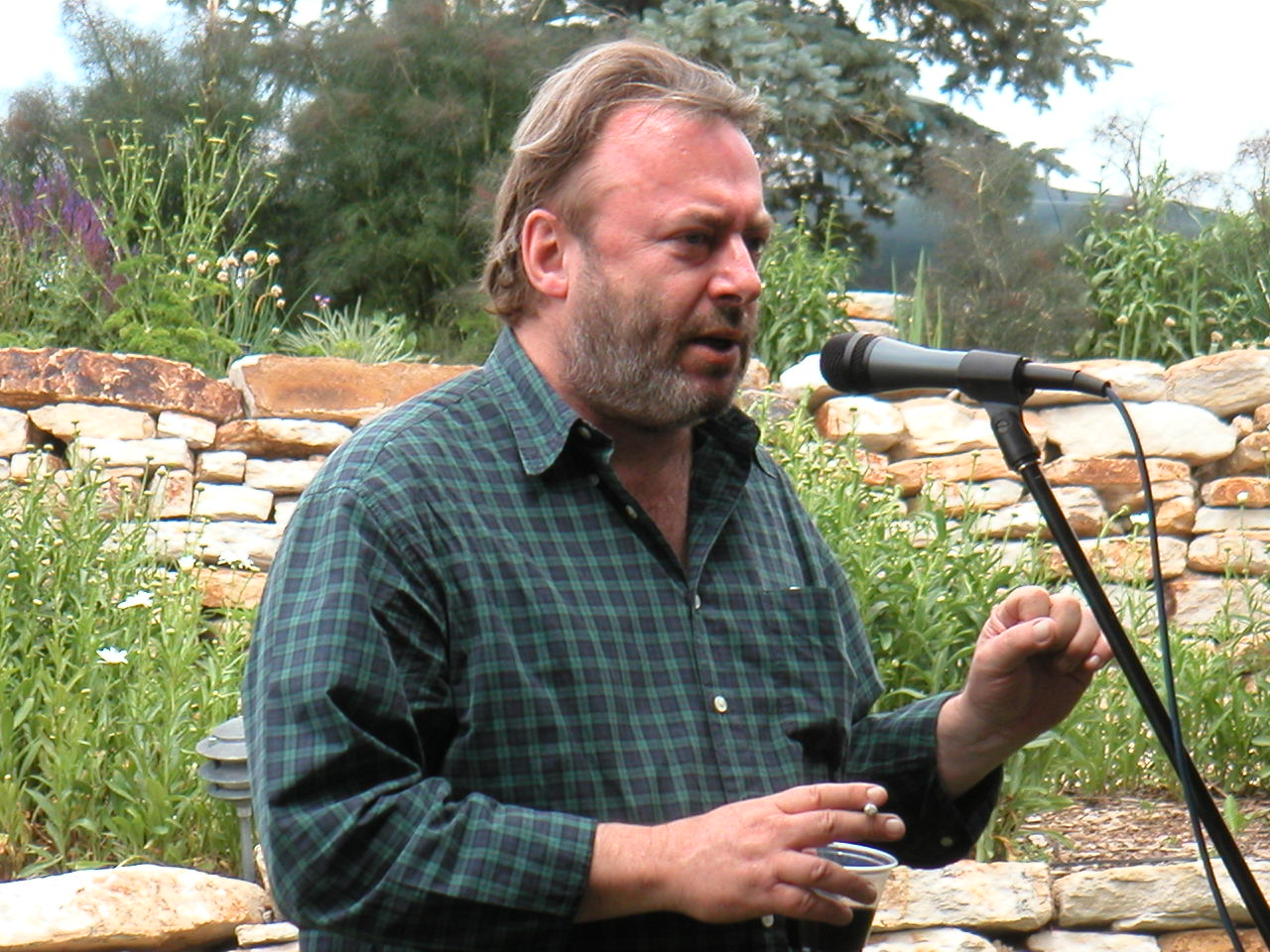
كريستوفر هيتشنز

كُرِست المقدمة حول قبول الام تريزا لهدية من حكومة تاهيتي، والتي يستخدمها هيتشنز لمناقشة طبيعة علاقتها مع نظام حكم جان كلود دوفالييه. ولقيامها بمدح العائلة الفاسدة الأولى في البلد، كتب هيتشنز «ظهرت أسئلة أخرى... وكلها مرتبطة بمواضيع مثل القدسية، التواضع، القنوت والإخلاص للفقراء.» ويضيف أمثلة أخرى على علاقاتها مع أفراد أقوياء آخرون ويعتبرها سمعة مشكوك بأمرها. ويراجع بسرعة قدسية الام تريزا في كتب كُرِسَت لها ويصف عملية التطويب والتقديس من قبل البابا جون بول الثاني. وفي النهاية، ينكر هيتشنز أي جدال مباشر مع الام تريزا ويقول انه مهتم أكثر بنظرة العامة لها: «ان ما اتبعته هو ليس المخادع نفسه بل المخدوعين.»
في القسم الأول، المعجزة، يناقش هيتشنز النظرة العامة على الام تريزا وركز على الوثائقي «شيءٌ جميل لله» الذي عرض على شبكة البي بي سي عام1969 والذي جذب أنظار العامة نحو الام تريزا وخدم كأساس لكتاب بنفس العنوان من تأليف مالكولم موغِريدج. يقول هيتشنز ان سمعة كالكوتا كمكان ذو فقر شديد، حفرةٌ من الجحيم، غير مُستَحَقة، ولكنها توفر سياق من التعاطف لأعمال الام تريزا هنالك. اقتبس هيتشنز الحديث الذي تم بين الام تريزا وموغريدج، وموفرًا شرحه الخاص. ويقتبس وصف موغريدج «للضوء الغير مفهوم تقنيًا» الذي صوره فريق البي بي سي على انه «أول معجزة تصويرية حقيقية». يعارض هيتشنز ما اعتقده موغريدج المعجزة الأولى، قائلًا ان ما حدث كان سببه استخدام أحدث فلم لشركة كوداك.
القسم الثاني، «الأعمال الجيدة والأفعال البطولية»، يحتوي على ثلاثة أجزاء:
- مؤكدًا ان الام تريزا كانت تخدم سمعتها ومعتقداتها الدينية الخاصة بها، شكك هيتشنز بالمعتقدات الشائعة القائلة بان الام تريزا تخدم احتياجات الفقراء. اقتبس من العديد ممن زاروا مؤسساتها أو عملوا بها ليثبتوا ان الرعاية الطبية التي توفرها لا تتقارن بتلك الموجودة في التكيات، افتقرت الخدمة التشخيصية، وتتجنب حتى أدوية الآلام الأساسية.[9] هو يقول انه بدل من الزهد، تتميز مؤسساتها «بالصلابة، القسوة، الصرامة، والفوضى» لانه «عندما تتصدام متطلبات العقيدة مع احتياجات الفقراء يتم التضحية بالاخير.» [10]
- راجع هيتشنز التعليم الاخلاقي للكنيسة الكاثوليكية بخصوص الإجهاض، متعاطفًا بشكل عام ولكنه اعترض على «مرسومه المطلق» الذي لا يميز بين البيضة المخصبة والمراحل الأخرى من التطور، وثانيًا لتحريمه أساليب تحديد النسل. لاحظ هيتشنز الكاثوليكيون المحافظون الذين انشقوا عن التعاليم الاخيرة، ويقول هيتشنز ان الام تريزا «هي الشخصية الرجعية الأكثر ثباتًا». اقتبس هيتشنز ما قالته عندما حصلت على جائزة نوبل للسلام عام 1979: «اليوم، الإجهاض هو أسوء الشرور، والعدو الأكبر للسلام.»[11] يقول هيتشنز ان المرأة ستشعر بالقوة عندما يتم إعطاءها الحق في تحديد النسل. وكتب انه إعطاءها السيطرة على خصوبتها وتقويتها هي العلاج الوحيد للفقر.
- يقول هيتشنز ان الجائزة المالية التي أُعطيت إلى الأم تريزا هي «سخاء استثنائي من الحكومات، المؤسسات الكبيرة والشركات»،[12] وتدعو إلى التساؤل حول ما إذا كان الفقر الذي تعترف به هو ليس تصنعًا للفقر. ووصف علاقتها مع الاقتصادي تشارليس كيتنج، الذي أعطاها 1.25 مليون دولار قبل إدانته بفضيحة المدخرات والقروض (1986-1995). ضمّن رسالة فاكس كتبتها الام تريزا تمدح فيها شخصية كيتنج، متبوعة برسالة من مكتب المدعي العام إلى الام تريزا توضح جرائم جيتنج، آلاف الأشخاص الذين «سلبهم» 252 مليون دولار. طلب المدعي العام منها «القيام بما كان سيقوم به عيسى المسيح إذا كان لديه الأموال التي سُرِقت... إذا استُغِلَ من قبل لص ليريح ضميره.»[13] ينهي هيتشنز كلامه بقوله ان الأخير لم يكن له إجابة.

القسم الثالث، «الوجود المطلق»، كان ذو جزئين:
- وصف هيتشنز خلفية الام تريزا الالبانية ليبين أهمية زيارتها لنصب ألبانيا الام الوطني في تيرانا، وهو تأكيد للنوايا التوسعية الكاثوليكية في يوغوسلافيا الغير مستقرة سابقًا.[14]
- لاحظ هيتشنز الإتساق الموجود لدى الام تريزا مع مصالح متسقة ضد: شركة يونيون كاربيد بعد كارثة بوبال عام 1984، حكومة مارغريت ثاتش، وحكم رونالد ريغان. زارت نيكاراغوا للوقوف مع الثوار ضد السانيديين.[15]